# Gloriette

Gloriette in Schönbrunn

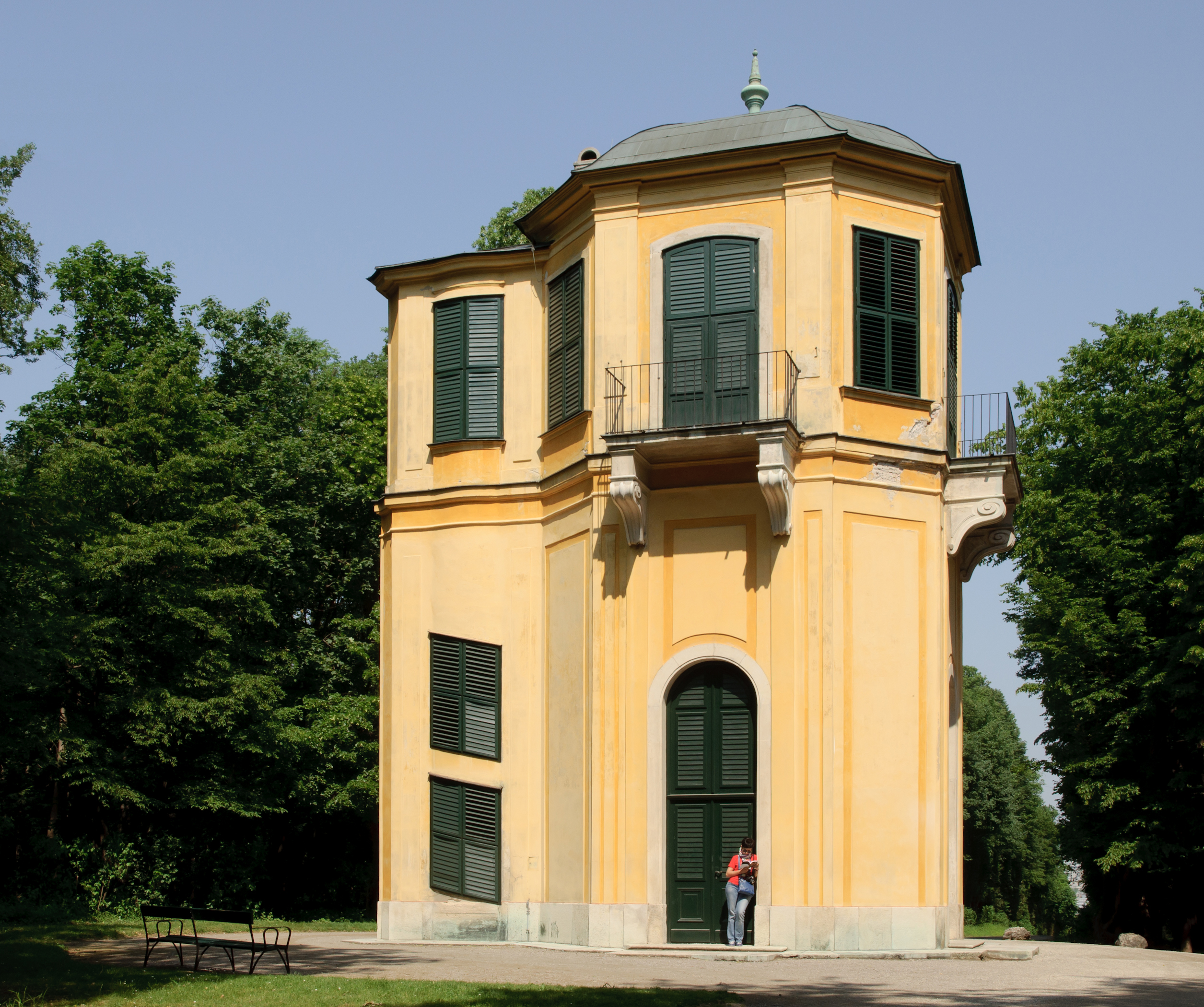
Kleine Gloriette

Eine Gloriette ist ein Gebäude in einer Gartenanlage, das sich auf einem gegenüber der Umgebung erhöhten Standort befindet. Glorietten dienen meist nur als Blickfang (Point de vue) und zählen zu den vor allem vom 17. bis 19. Jahrhundert beliebten Staffagebauten oder Follies. Die bauliche Ausführung und Gestalt kann sehr unterschiedlich sein, oft in der Form eines nach den Seiten mehr oder weniger offenen Pavillons oder Tempietto.
Die wohl bekannteste und größte ist die Gloriette im Schlossgarten von Schloss Schönbrunn in Wien. In der Nähe befindet sich die Kleine Gloriette.
Weitere als „Gloriette“ bezeichnete Baulichkeiten befinden bzw. befanden sich:
- oberhalb Schloss Esterházy in Eisenstadt (Burgenland, Österreich)
- im Fürst-Pückler-Park Bad Muskau (Deutschland)
- im Bergpark Wilhelmshöhe in Kassel (Deutschland)
- auf dem Bassinplatz in Potsdam (Deutschland), 1945/46 abgerissen
- Trogir (Kroatien)
- in Karlsbad (Tschechien)
- Maiers-Gloriette, Fertőboz (Ungarn)
- im Park des Brukenthal-Palastes in Avrig (Rumänien)
- im Jardin des Plantes in Paris (Frankreich)
- Portmeirion (North Wales)
- Garten des Palais Schönborn (Prag) in Tschechien
- Aussichtspunkt auf dem Klínovec (1838 errichtet, 1868 abgebrannt)